# Hypergastromyzon humilis
Hypergastromyzon humilis är en fiskart som beskrevs av Roberts, 1989. Hypergastromyzon humilis ingår i släktet Hypergastromyzon och familjen grönlingsfiskar. Inga underarter finns listade i Catalogue of Life.